# Grigorevo, Sofia
Grigorevo (în bulgară Григорево) este un sat în comuna Elin Pelin, regiunea Sofia,  Bulgaria. 

## Demografie
Componența etnică a satului Grigorevo
     Bulgari (79,87%)
     Nicio identificare (19,5%)
     Altele (0,61%)
La recensământul din 2011, populația satului Grigorevo era de 487 locuitori. Din punct de vedere etnic, majoritatea locuitorilor (79,87%) erau bulgari. Pentru 19,5% din locuitori nu este cunoscută apartenența etnică.